# Tachino Shunsuke
Tachino Shunsuke (舘野 俊祐 Tachino Shunsuke, sinh ngày 19 tháng 5 năm 1993) là một cầu thủ bóng đá người Nhật Bản. Anh thi đấu cho FC Osaka.

## Thống kê câu lạc bộ
Cập nhật đến ngày 20 tháng 2 năm 2018.
| 2012 | Tokyo Verdy     | J2 League     | 0  | 0 | – | – | 0  | 0 |
| 2012 | Kataller Toyama | J2 League     | 0  | 0 | 1 | 0 | 1  | 0 |
| 2013 | Kataller Toyama | J2 League     | 7  | 0 | 1 | 0 | 8  | 0 |
| 2014 | Tokyo Verdy     | J2 League     | 5  | 0 | 0 | 0 | 5  | 0 |
| 2015 | Matsue City FC  | JRL (Chūgoku) | 13 | 6 | 2 | 0 | 15 | 6 |
| 2016 | FC Osaka        | JFL           | 10 | 0 | – | – | 10 | 0 |
| 2017 | FC Osaka        | JFL           | 25 | 3 | 2 | 1 | 27 | 4 |
| Tổng | Tổng            | Tổng          | 47 | 3 | 2 | 1 | 49 | 4 |